# Rua do Major David Magno
A Rua do Major David Magno é um arruamento na freguesia do Bonfim (Porto) da cidade do Porto, em Portugal.

## Origem do nome
O nome foi atribuído em homenagem ao militar, publicista e etnólogo David José Gonçalves Magno (1877-1957).

## Pontos de interesse
- Nesta rua localiza-se a Escola Artística de Soares dos Reis que ocupa actualmente as instalações da extinta Escola Secundária de Oliveira Martins. [1].

## Acessos
- Linhas 300, 301, 305, 401 dos STCP.